# تسایسکام
تسایسکام (به آلمانی: Zeiskam) یک شهر در آلمان است که در گرمرسهایم واقع شده‌است. تسایسکام ۲٬۲۵۹ نفر جمعیت دارد.